# Вотолино (Новгородская область)
Вотолино — деревня в Демянском муниципальном районе Новгородской области, с апреля 2010 года входит в Ильиногорское сельское поселение.
Деревня расположена на реке Кунянка на Валдайской возвышенности в 25 км к юго-востоку от Демянска и в 10 км к юго-востоку от деревни Ильина Гора. До 12 апреля 2010 года Вотолино было административным центром ныне упразднённого Вотолинского сельского поселения. В Демянском уезде Новгородской губернии деревня Вотолино относилась к Ильиногорской волости.
| 2010 |
| ---- |
| 172  |

## Воинское кладбище деревни Вотолино
Воинское кладбище деревни Вотолино существует с января 1942 года, здесь проходила Демянская наступательная операция (1942), в ходе наступления войск Северо-Западного фронта зимой 1942 года частей 34-й армии (241-й стрелковой дивизии и 20-й стрелковой бригады) которые вели здесь тяжелые ожесточенные бои, а позднее 250-я стрелковая дивизия (Демянская наступательная операция (1943)). В 1952 году сюда были перенесены останки погибших воинов из деревень Заборовье, Палагино, Соболево, Федьково, с высоты Долгой, в 1956 году — из деревень Воздухи, Кузнечково, Монаково. В 2013 году перенесены останки из братских могил деревень Андрехново и Сыропятово. На воинском кладбище захоронено 3302 человека, имена 2939 известны. В 1982 году, здесь установлен двухметровый гранитный обелиск с мемориальными плитами с фамилиями погибших воинов.

## Образование
С сентября 2013 в деревне действует филиал Лавровской средней школы, когда были закрыты 5-9 классы и эта школа стала филиалом.